# ダンクリン郡 (ミズーリ州)
ダンクリン郡（英: Dunklin County）は、アメリカ合衆国ミズーリ州の南東部、ブートヒール地域に位置する郡である。2010年国勢調査での人口は31,953人であり、2000年の33,155人から3.6％減少した。郡庁所在地はケネット市（人口10,932人）であり、同郡で人口最大の都市でもある。ダンクリン郡は1845年2月14日に設立され、郡名は第5代ミズーリ州知事を務め、郡が組織化される前年に死んでいたダニエル・ダンクリンに因んで名付けられた。

## 地理
アメリカ合衆国国勢調査局に拠れば、郡域全面積は547.11平方マイル (1,417.0 km2)であり、このうち陸地545.62平方マイル (1,413.1 km2)、水域は1.49平方マイル (3.9 km2)で水域率は0.27％である。ミズーリ州内で最も標高の低い地点が郡内バッファロー郡区のセントフランシス川沿いにあり、そこから南のアーカンソー州に流れ込んでいる。

### 隣接する郡
- ストッダード郡 - 北
- ニューマドリード郡 - 北東
- ペミスコット郡 - 東
- ミシシッピ郡 (アーカンソー州) - 南東
- クレイグヘッド郡 (アーカンソー州) - 南
- グリーン郡 (アーカンソー州) - 南西
- クレイ郡 (アーカンソー州) - 西
- バトラー郡 - 北西

### 主要高規格道路
- アメリカ国道62号線
- アメリカ国道412号線
- ミズーリ州25号線
- ミズーリ州53号線
- ミズーリ州84号線
- ミズーリ州153号線
- ミズーリ州164号線

### 空港
ケネット記念空港は郡内にある公共用途空港である。空港を所有するケネット市中心事業地区の南東1海里 (1.85 km) にある。

## 教育
ダンクリン郡の25歳以上の成人の中で63.7％は高校卒以上の学歴があり、9.1％は学士以上の資格を持っている。

## 人口動態
以下は2000年の国勢調査による人口統計データである。
| 基礎データ - 人口: 33,155人 - 世帯数: 13,411 世帯 - 家族数: 9,159 家族 - 人口密度: 23人/km2（61人/mi2） - 住居数: 14,682軒 - 住居密度: 10軒/km2（27軒/mi2） 人種別人口構成 - 白人: 88.64% - アフリカン・アメリカン: 8.68% - ネイティブ・アメリカン: 0.31% - アジア人: 0.27% - 太平洋諸島系: 0.01% - その他の人種: 1.03% - 混血: 1.06% - ヒスパニック・ラテン系: 2.49% 祖先による人口構成 - アメリカ人: 38.8% - アイルランド系: 10.6% - ドイツ系: 8.2% - イギリス系: 7.5% 年齢別人口構成 - 18歳未満: 26.0% - 18-24歳: 8.1% - 25-44歳: 26.0% - 45-64歳: 23.5% - 65歳以上: 16.5% - 年齢の中央値: 38歳 - 性比（女性100人あたり男性の人口） - 総人口: 89.6 - 18歳以上: 85.1 | 世帯と家族（対世帯数） - 18歳未満の子供がいる: 31.3% - 結婚・同居している夫婦: 51.6% - 未婚・離婚・死別女性が世帯主: 13.2% - 非家族世帯: 31.7% - 単身世帯: 28.1% - 65歳以上の老人1人暮らし: 14.0% - 平均構成人数 - 世帯: 2.42人 - 家族: 2.94人 収入と家計 - 収入の中央値 - 世帯: 30,927米ドル - 家族: 38,439米ドル - 性別 - 男性: 27,288米ドル - 女性: 18,142米ドル - 人口1人あたり収入: 16,737米ドル - 貧困線以下 - 対人口: 24.5% - 対家族数: 19.4% - 18歳未満: 33.9% - 65歳以上: 21.3% |

### 宗教
2000年宗教データアーカイブ協会郡別信徒報告書に拠れば、ダンクリン郡は福音主義プロテスタントが最多数を占めるバイブル・ベルトにある。最も多い会派は南部バプテスト連盟の64.11％、続いてメソジストの8.66％、チャーチズ・オブ・クライストの6.74％である。

## 都市と町
| - アーバード - キャンベル - カードウェル | - クラークトン - ギブソン - ゴブラー | - ホルコーム - ハリウッド - ホーナーズビル | - ケネット - 郡庁所在地 - マルデン - ライブズ | - セナス - ホワイトオーク |

## 著名な出身者
- シェリル・クロウ、グラミー賞を受賞したシンガーソングライター、ケネット郡で生まれ育った

## 政治

### 地方
ダンクリン郡の地方レベルでは民主党が完全に政治を支配しており、郡の選挙で選ばれる役職を独占している。

### 国政
大統領選挙のレベルではかなり二大政党が鎬を削る郡であるが、アフリカ系アメリカ人が多くて貧困層の多いブートヒール地区の郡と同様に、やや民主党支持に傾く傾向にある。2000年と2004年のアメリカ合衆国大統領選挙では、ジョージ・W・ブッシュがダンクリン郡を制したが、1992年と1996年はビル・クリントンが2桁以上の得票率差で制した。2008年の選挙では、州内の田園部にある郡と同様、バラク・オバマよりジョン・マケインを選んだ。
ダンクリン郡は州内の田園部にある郡と同様、社会的にまた文化的に保守的であるが、経済問題についてはディキシークラットに典型的な中道あるいは人民主義的傾向もある。2004年の州民投票では、結婚を男と女の結合として定義する州憲法改正案をダンクリン郡は87.57％という圧倒的多数で賛成した。州全体でも71％の賛成で可決し、ミズーリ州は同性結婚を禁止する最初の州になった。2006年の州民投票では、胚性幹細胞の研究を予算化し、合法化する憲法改正案が掛けられたが、ダンクリン郡では53.70％が反対した。州全体では51%の賛成と辛うじて改正が成立し、胚性幹細胞の研究を最初に認めた州の1つになった。郡民は伝統的に社会問題に保守的であるが、最低賃金の増加のような人民主義的施策は支持する傾向にある。やはり2006年の州民投票で最低賃金を時間あたり6.50ドルに増やす命題については、ダンクリン郡では79.42％が支持した。この命題は州内のどの郡でも支持され、78.99％が賛成した。

#### 2008年大統領予備選挙
2008年の大統領予備選挙で、ダンクリン郡は二大政党の候補者をどちらも州全体と全国で二位に終わった者を選んだ。民主党の予備選挙ではヒラリー・クリントンが1位となり、さらに共和党予備選挙で投じられた総票数よりも多かった。